# Levantamento de peso nos Jogos Pan-Americanos de 2007 - Mais de 75 kg feminino
A categoria acima de 75 kg feminino do levantamento de peso nos Jogos Pan-Americanos de 2007 foi disputada no Pavilhão 2 do Complexo Esportivo Riocentro em 18 de julho com sete halterofilistas, cada uma representando um Comitê Olímpico Nacional (CON).
A equatoriana Seledina Nieve conquistou a medalha de ouro ao levantar um total de 260 kg, quebrando o recorde pan-americano da categoria no arremesso (150 kg). Emmy Vargas, dos Estados Unidos, ficou com a prata com um total de 229 kg, e a dominicana Yinelis Burgos obteve a medalha de bronze ao finalizar com 215 kg.

## Medalhistas
| Ouro   | ECU Seledina Nieve |
| Prata  | USA Emmy Vargas    |
| Bronze | DOM Yinelis Burgos |

## Resultados
| Pos.              | Atleta               | Grupo | Peso   | Arranque (kg) | Arranque (kg) | Arranque (kg) | Arranque (kg) | Arremesso (kg) | Arremesso (kg) | Arremesso (kg) | Arremesso (kg) | Total (kg) |
| Pos.              | Atleta               | Grupo | Peso   | 1             | 2             | 3             | Result.       | 1              | 2              | 3              | Result.        | Total (kg) |
| ----------------- | -------------------- | ----- | ------ | ------------- | ------------- | ------------- | ------------- | -------------- | -------------- | -------------- | -------------- | ---------- |
| Medalha de ouro   | ECU Seledina Nieve   | A     | 94,70  | 110           | 110           | 118           | 110           | 139            | 144            | 150            | 150            | 260        |
| Medalha de prata  | USA Emmy Vargas      | A     | 93,50  | 98            | 104           | 108           | 104           | 125            | 125            | 132            | 125            | 229        |
| Medalha de bronze | DOM Yinelis Burgos   | A     | 92,35  | 92            | 97            | 103           | 97            | 118            | 118            | 132            | 118            | 215        |
| 4                 | PER Cristina Cornejo | A     | 113,15 | 85            | 85            | 90            | 85            | 110            | 116            | 120            | 120            | 205        |
| 5                 | CHI Elizabeth Cortez | A     | 119,00 | 80            | 85            | 88            | 88            | 105            | 111            | 113            | 105            | 193        |
| 6                 | CUB Indira Salinas   | A     | 78,45  | 80            | 85            | 88            | 88            | 100            | 104            | 104            | 104            | 192        |
| 7                 | BOL Eldy Salazar     | A     | 109,85 | 75            | 80            | 85            | 80            | 90             | 95             | 95             | 90             | 170        |

Legenda
| Recorde mundial                  | Recorde mundial (World record)               |                       | Recorde africano                      | Recorde africano (African) |                                           | Q | Classificado por posição (Qualified) |
| Recorde dos Jogos Pan-Americanos | Recorde pan-americano (Pan-American record)  | Recorde da América    | Recorde da América (Americas)         | q                          | Classificado por melhor tempo (Qualified) |   |                                      |
| Melhor marca do ano              | Melhor marca do ano (World leading)          | Recorde asiático      | Recorde asiático (Asian)              | DNS                        | Não largou (Did not start)                |   |                                      |
| Recorde nacional                 | Recorde nacional (National record)           | Recorde europeu       | Recorde europeu (European)            | DNF                        | Não terminou (Did not finish)             |   |                                      |
| Recorde pessoal                  | Recorde pessoal do atleta (Personal best)    | Recorde da Oceania    | Recorde da Oceania (Oceania)          | DSQ / DQ                   | Desclassificado (Disqualified)            |   |                                      |
| Recorde da temporada             | Recorde da temporada do atleta (Season best) | Recorde sul-americano | Recorde sul-americano (South America) | NM                         | Sem marca (No mark)                       |   |                                      |